# رافاييل راموس خيمينيز
رافاييل راموس خيمينيز (بالإسبانية: Rafael Ramos Jiménez) (16 يوليو 1997 في إسبانيا - ) هو لاعب كرة قدم إسباني في مركز الوسط.

## وصلات خارجية
- رافاييل راموس خيمينيز على موقع قاعدة بيانات كرة القدم.إي يو (الإنجليزية)
- رافاييل راموس خيمينيز على موقع Soccerway.com (الإنجليزية)